# Бездрикский сельский совет (Сумский район)
Бездрикский сельский совет (укр. Бездрицька сільська рада) — входит в состав
Сумского района
Сумской области
Украины.
Административный центр сельского совета находится в 
с. Бездрик.

## Населённые пункты совета
- с. Бездрик